# Lovers alunbruk
'

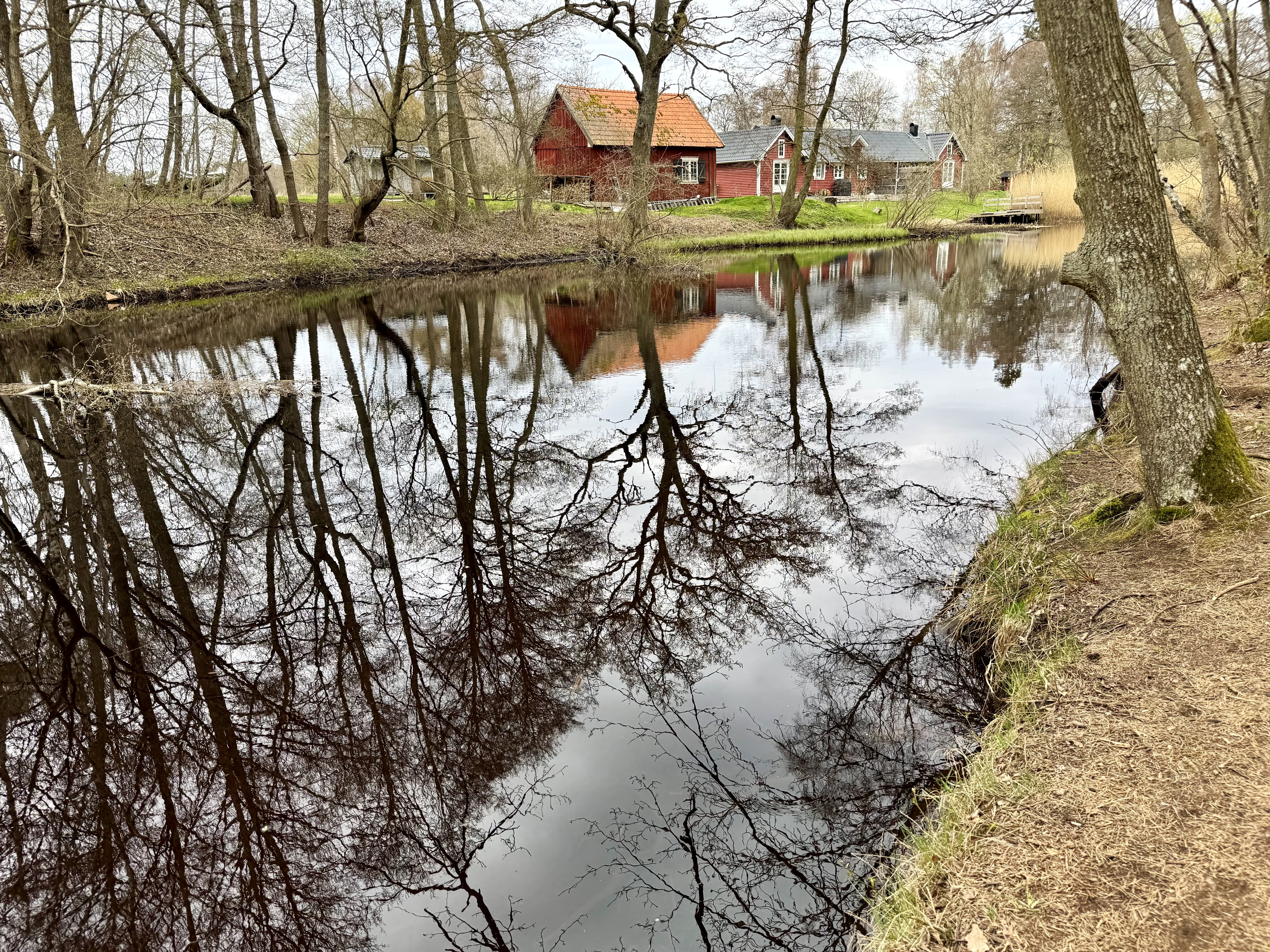
Alunbrukets hamn i Hagbyån

Lovers alunbruk var ett alunverk i Lovers i Hagby socken i nuvarande Kalmar kommun, nära Hagbyåns utlopp i Kalmarsund. Det var verksamt i Lovers från 1720-talet till 1841.
Det nedersta fallet i Hagbyån är en gammal kvarnplats. År 1414 gav Filip Petersson (Bonde) den "östra kvarnen" vid Lovers kvarn i morgongåva till sin hustru, vilket visar att där då fanns två kvarnar där. Kvarnen återlöstes av hans söner 1482 från Arvid Trolle. Under 1500-talet fanns här en kronomjölkvarn, från 1556 även en sågkvarn.
År 1723 grundades Degerhamns alunbruk i Degerhamn på Öland, där det fanns rikligt med alunskiffer, av Georg Wilhelm Fleetwood och Gustaf Fredrik Rothlieb. Alunbränningen flyttades dock - i etapper 1724-1734 till Lovers på västra sidan av Kalmarsund, eftersom stora mängder ved behövdes för tillverkningsprocessen och att ved var en bristvara på Öland. Skiffern fortsatte att brytas i Degerhamn och skeppades över sundet på små skutor till en liten hamn i Hagbyån nära dess mynning i havet. Fem-sju egna fartyg transporterade 6.000 ton alun från Öland. 
Lovers alunverk använde 10.000 kubikmeter ved årligen för att bränna skiffern. Efter bränningen östes den i grävda kar, där vattnet löste ur salter ur för att bilda en lut. Luten pumpades till pannhuset och koktes i stora pannor, under vilka det eldades dag och natt under hela säsongen mellan april och december. Vattnet avdunstades i pannorna, varefter kristallerna renades och raffinerades till rent alun.
Produktionen av alun var på 1790-talet 1300 tunnor per år. Som biprodukter utvanns rödfärg, vitriol och andra färger. 60-70 vuxna och lika många barn arbetade där. 
Jacob Faggot var inspektor för alunbruket 1728-1733. Verksamheten blev mycket 
framgångsrikt och export inleddes. Under 1740-talet låg produktionen på omkring 100 ton alun per år. År 1748 producerades 113 ton alun och 6 ton rödfärg. Under slutet av 1700-talet ökade produktionen, upp till ett par tusen ton per år.
Den stora alunskifferbränningen ledde till vedbrist och de allt längre transportvägarna för bränsle fördyrade produktionen. År 1800 uppdagades också att brukets direktör sedan 1786, Peter Lovén, under en lång rad år förskingrat pengar från bruket, varefter det tog flera år att få rätsida på ekonomin. En teknologi hade också utvecklats för att använda alunskiffret också som bränsle, vilket ledde till att verksamheten vid Lovers flyttades tillbaka till Degerhamn i närheten av Ölands alunbruk. Där drevs den vidare under namnet Norra bruket.
År 1875 upphörde aluntillverkningen och bruket gick över till kalk- och cementtillverkning. År 1886 fusionerade det med Ölands alunbruk till Ölands Cement AB.

## Kvarvarande lämningar
Idag återstår i Lovers gropar och andra lämningar på tillverkningsområdet på norra sidan av Hagbyån samt en stor hög av rödfyr nära vägen mellan Loverslund och Kolboda.

## Kolboda varv
Huvudartikel: Kolboda varv
I närheten av Lovers, på Kolbodaudden, anlades 1787 Kolboda varv som ett reparationsvarv för alunbrukets behov. Det återstartades 1834 av bröderna Johan Fredrik och Claes Rudolf Carlsund från Karlskrona som ett framgångsrikt nybyggnadsvarv för ång- och segelfartyg. Det levde vidare från 1845 under dansken Herman Olsén till 1895, då det lades ned.